# Hauptstrasse 170
Die Hauptstrasse 170 (französisch Route principale 170) ist eine Schweizer Hauptstrasse im Kanton Neuenburg gemäss der vom Bundesrat in Kraft gesetzten Durchgangsstrassenverordnung. Sie verbindet die Region Littoral am Neuenburgersee über zwei Bergpässe im Juragebirge mit der Stadt Le Locle im Norden des Kantons, nahe der Landesgrenze zu Frankreich. Im Strassensystem des Kantons Neuenburg ist die Route, wie die meisten anderen nationalen Hauptstrassen im Kanton, als Kantonsstrasse eingestuft (ebenfalls mit der Nummer 170).

## Verlauf
Die 25,2 Kilometer lange Hauptstrasse 170 beginnt in Corcelles-Cormondrèche, einem Ortsteil der Stadt Neuenburg, wo sie auf der Höhe von 614 m ü. M. von der Hauptstrasse 10 abzweigt. Sie steigt am Berghang in westlicher Richtung nach Montmollin und zum Pass Col de La Tourne (1170 m ü. M.) hinauf, der ein Ausgangspunkt für Wanderungen über die Bergreihe des Mont Racine ist. Die nationale Fernwanderroute Jura-Höhenweg quert die Passstrasse in der Siedlung Tourne-Dessous.
Im Hochtal von Les Ponts-de-Martel durchquert die Hauptstrasse auf 999 m ü. M. das grosse gleichnamige Moorgebiet, das im Bundesinventar der Moorlandschaften von besonderer Schönheit und von nationaler Bedeutung verzeichnet ist. Nordwestlich von Les Ponts-de-Martel überquert die Strasse den Pass La Grande-Joux, der mit 1172 m ü. M. der höchste Punkt in ihrem Streckenprofil ist, und erreicht danach in nordöstlicher Richtung durch die Hügellandschaft von La Chaux-du-Milieu und am Nordhang des Berges Grand Sommartel das Stadtgebiet von Le Locle, wo sie auf 918 m ü. M. an der Rue de France, einem Abschnitt der Hauptstrasse 20, endet.